# Anne-Sophie Barthet
Anne-Sophie Barthet (* 23. Februar 1988 in Toulouse) ist eine ehemalige französische Skirennläuferin. Sie war auf die Disziplinen Slalom und Riesenslalom spezialisiert.

## Biografie
Barthet bestritt ihr erstes FIS-Rennen im November 2003, die ersten Rennen im Europacup folgten im Dezember 2004. Ihr bestes Resultat ist bisher ein zweiter Platz in der Abfahrt von St. Moritz am 18. Januar 2007. Damit erreichte sie in der Saison 2006/07 den vierten Platz in der Abfahrtswertung. In den Jahren 2006 und 2007 nahm sie an den Juniorenweltmeisterschaften teil und konnte beide Male Rang acht in der Abfahrt erzielen.
Ihr Debüt im Weltcup hatte Barthet am 22. Oktober 2005 im Riesenslalom von Sölden. Zwei Monate später fuhr sie im Slalom von Aspen auf Rang 26 und gewann erstmals Weltcuppunkte. Am 26. Dezember 2006 gelang ihr mit Platz 12 im Slalom von Semmering ihr vorläufig bestes Resultat. Barthet nahm 2006 an den Olympischen Winterspielen in Turin teil: im Slalom belegte sie Rang 34, die Kombination konnte sie nicht beenden. Bei ihrer ersten Weltmeisterschaftsteilnahme in Åre 2007 konnte sie mit dem Team Rang 5 erreichen und fuhr im Slalom auf Platz 19 sowie in der Superkombination auf Platz 22.
In der von Schneefall und schlechter Sicht geprägten Weltcupabfahrt am 8. Dezember 2007 in Aspen stürzte Barthet schwer und erlitt eine Luxation der Kniescheibe und Bänderrisse im rechten Knie. Die Französin ging mit Startnummer 37 an den Start, nach ihrem Sturz wurde das Rennen abgebrochen. Zuvor war bereits die Österreicherin Alexandra Meissnitzer schwer zu Sturz gekommen. Die Saison 2007/08 war durch die Verletzung für Barthet zu Ende, in der folgenden Saison konnte sie in keinem Weltcuprennen punkten. Hingegen gewann sie bei der Winter-Universiade 2009 in Harbin die Silbermedaille im Riesenslalom.
Am 28. November 2009 holte Barthet mit Rang elf im Riesenslalom von Aspen ihre ersten Weltcuppunkte seit über zwei Jahren und ihr bis dahin bestes Ergebnis im Weltcup. Einen Tag später konnte sie sich mit Platz sechs im Slalom von Aspen nochmals steigern und erreichte damit ihre erste Top-10-Platzierung. Ein zweites Mal fuhr sie am 11. Januar 2011 mit Platz neun im Slalom von Flachau unter die schnellsten zehn. Bei den Olympischen Winterspielen 2010 in Vancouver wurde sie 26. im Slalom. Bessere Resultate erzielte sie bei den Weltmeisterschaften 2011 in Garmisch-Partenkirchen, wo sie 14. im Slalom und 19. im Riesenslalom wurde. In der Saison 2011/12 blieb Barthet zwar ohne Top-10-Ergebnis, doch sie konnte konstanter als in den Vorjahren punkten.
In den folgenden Jahren platzierte sich Barthet regelmäßig in den Rängen zwischen 10 und 30, konnte aber selten unter die besten zehn vorstoßen. Ihre bislang erfolgreichste Saison hatte sie Saison 2015/16 mit vier Top-10-Ergebnissen. Am 28. Februar 2016 gelang ihr das bisher beste Ergebnis der Karriere, als sie in der Kombination von Soldeu überraschend den dritten Platz belegte.
Im Mai 2019 erklärte Barthet ihren Rücktritt vom Spitzensport.

## Erfolge

### Olympische Spiele
- Turin 2006: 34. Slalom
- Vancouver 2010: 26. Slalom
- Sotschi 2014: 14. Riesenslalom, 18. Slalom

### Weltmeisterschaften
- Åre 2007: 5. Mannschaftswettbewerb, 19. Slalom, 22. Super-Kombination
- Garmisch-Partenkirchen 2011: 14. Slalom, 19. Riesenslalom
- Schladming 2013: 16. Super-Kombination, 20. Riesenslalom, 24. Slalom
- St. Moritz 2017: 12. Alpine Kombination, 23. Slalom
- Åre 2019: 11. Alpine Kombination

### Weltcup
- 11 Platzierungen unter den besten zehn, davon 1 Podestplatz

### Weltcupwertungen
| Saison  | Gesamt | Gesamt | Super-G | Super-G | Riesenslalom | Riesenslalom | Slalom | Slalom | Kombination | Kombination |
| Saison  | Platz  | Punkte | Platz   | Punkte  | Platz        | Punkte       | Platz  | Punkte | Platz       | Punkte      |
| ------- | ------ | ------ | ------- | ------- | ------------ | ------------ | ------ | ------ | ----------- | ----------- |
| 2005/06 | 92.    | 26     | –       | –       | –            | –            | 36.    | 19     | 35.         | 7           |
| 2006/07 | 83.    | 52     | –       | –       | –            | –            | 37.    | 28     | 23.         | 28          |
| 2007/08 | 118.   | 5      | –       | –       | 50.          | 5            | –      | –      | –           | –           |
| 2009/10 | 75.    | 64     | –       | –       | 34.          | 24           | 31.    | 40     | –           | –           |
| 2010/11 | 71.    | 64     | –       | –       | 45.          | 3            | 28.    | 61     | –           | –           |
| 2011/12 | 48.    | 150    | –       | –       | 36.          | 31           | 22.    | 101    | 23.         | 18          |
| 2012/13 | 48.    | 157    | –       | –       | 26.          | 83           | 30.    | 54     | 21.         | 20          |
| 2013/14 | 70.    | 62     | –       | –       | 36.          | 25           | 32.    | 37     | –           | –           |
| 2014/15 | 72.    | 53     | –       | –       | 43.          | 8            | 33.    | 34     | 20.         | 11          |
| 2015/16 | 32.    | 307    | –       | –       | 32.          | 46           | 15.    | 161    | 6.          | 100         |
| 2016/17 | 71.    | 82     | –       | –       | 44.          | 9            | 30.    | 41     | 18.         | 32          |
| 2017/18 | 82.    | 43     | 47.     | 7       | –            | –            | –      | –      | 16.         | 36          |

### Europacup
- Saison 2006/07: 4. Abfahrtswertung
- Saison 2013/14: 10. Gesamtwertung, 4. Riesenslalomwertung
- Saison 2018/19: 4. Kombinationswertung
- 9 Podestplätze, davon 4 Siege:

| Datum             | Ort            | Land     | Disziplin    |
| ----------------- | -------------- | -------- | ------------ |
| 12. Dezember 2013 | Andalo         | Italien  | Riesenslalom |
| 7. Januar 2014    | Zinal          | Schweiz  | Riesenslalom |
| 9. Januar 2015    | Melchsee-Frutt | Schweiz  | Slalom       |
| 7. Dezember 2018  | Kvitfjell      | Norwegen | Kombination  |

### Juniorenweltmeisterschaften
- Québec 2006: 8. Abfahrt, 20. Super-G, 26. Riesenslalom, 28. Slalom
- Altenmarkt 2007: 8. Abfahrt, 14. Super-G, 20. Riesenslalom

### Weitere Erfolge
- Winter-Universiade 2009: 2. Riesenslalom
- 3 französische Meistertitel (Abfahrt 2016, Kombination 2005 und 2011)
- 1 Podestplatz im Nor-Am Cup
- 14 Siege bei FIS-Rennen